# Czarna Krośnica
Czarna Krośnica – potok, lewy dopływ Krośnicy o długości 5,26 km, powierzchni zlewni 8,92 km² i średnim spadku 70 m/km.
Źródła potoku położone są na wysokości około 900 m na południowych stokach południowo-wschodniego grzbietu Lubania w Gorcach, w obrębie miejscowości Grywałd w województwie małopolskim, w powiecie nowotarskim, w gminie Krościenko nad Dunajcem. Czarna Krośnica spływa głęboką doliną w południowo-wschodnim kierunku i na osiedlu Piekiełko uchodzi do Krośnicy na wysokości 460 m. Dopływami potoku są: Wąskie (Dziadowe Kąty) i Kotelnica. Na większej części swojego biegu koryto Czarnej Krośnicy tworzy granicę między Grywałdem i Krościenkiem nad Dunajcem
Nazwa potoku po raz pierwszy pojawia się w dokumentach w 1577 r. Wówczas to starosta czorsztyński Jakub Dębieński zezwala Walentemu Jarzynie założyć wieś Krośnicę nad rzeką Czarna Krośnica między Kluszkowicami a Grywałdem. Dawniej na zboczach Czarnej Krośnicy odbywały się dworskie polowania na dziki i jelenie. Około 1870 roku trąba powietrzna w dolinie potoku wyłamała około 10 000 drzew.